# Turdinus marmoratus
Turdinus marmoratus là một loài chim trong họ Pellorneidae.